# Коломыйчиха
Коломыйчиха (укр. Коломийчиха) — село, относится к Сватовскому району Луганской области Украины.
Население по переписи 2001 года составляло 527 человек. Почтовый индекс — 92622. Телефонный код — 6471. Занимает площадь 4,47 км². Код КОАТУУ — 4424082001.

## Местный совет
92622, Луганська обл., Сватівський р-н, с. Коломийчиха, вул. Першотравнева, 12  (укр.)